# Englische Cricket-Nationalmannschaft in Neuseeland in der Saison 1991/92
Die Tour der englischen Cricket-Nationalmannschaft nach Neuseeland in der Saison 1991/92 fand vom 11. Januar bis zum 10. Februar 1992 statt. Die internationale Cricket-Tour war Bestandteil der Internationalen Cricket-Saison 1991/92 und umfasste drei Tests und drei ODIs. England gewann die Test-Serie 2–0 und die ODI-Serie 3–0.

## Vorgeschichte
Für beide Mannschaften war es die erste Tour der Saison.
Das letzte Aufeinandertreffen der beiden Mannschaften bei einer Tour fand in der Saison 1990/91 in Neuseeland statt.

## Stadien
Die folgenden Stadien wurden für die Tour als Austragungsort vorgesehen.
| Stadion        | Stadt        | Kapazität | Spiele          |
| -------------- | ------------ | --------- | --------------- |
| Eden Park      | Auckland     | 50.000    | 2. Test; 1. ODI |
| Lancaster Park | Christchurch | 38.628    | 1. Test; 3. ODI |
| Carisbrook     | Dunedin      | 29.000    | 2. ODI          |
| Basin Reserve  | Wellington   | 11.000    | 3. Test         |

## Kaderlisten
Die folgenden Kader wurden von den Mannschaften benannt.
| Test | Test | ODI | ODI |
| Neuseeland | England | Neuseeland | England |
| --- | --- | --- | --- |
| - Chris Cairns - Martin Crowe - Mark Greatbatch - Blair Hartland - Richard Jones - Rod Latham - Danny Morrison - Adam Parore - Dipak Patel - Chris Pringle - Ken Rutherford - Ian Smith - Murphy Su'a - Shane Thomson - Willie Watson - John Wright | - Ian Botham - Phil DeFreitas - Graham Gooch - Graeme Hick - Allan Lamb - David Lawrence - Chris Lewis - Derek Pringle - Dermot Reeve - Jack Russell - Mike Smith - Alec Stewart - Phil Tufnell | - Chris Cairns - Martin Crowe - Mark Greatbatch - Chris Harris - Richard Jones - Gavin Larsen - Rod Latham - Danny Morrison - Chris Pringle - Ken Rutherford - Ian Smith - Murphy Su'a - Willie Watson - John Wright | - Ian Botham - Phil DeFreitas - Neil Fairbrother - Graham Gooch - Graeme Hick - Richard Illingworth - Allan Lamb - Chris Lewis - Derek Pringle - Dermot Reeve - Gladstone Small - Mike Smith - Alec Stewart - Phil Tufnell |

## Tour Matches
| 2. Januar Scorecard | Auckland | Auckland 156-9 (50)              | – | England XI 168-5 (49.5) |
|                     |          | England XI gewinnt mit 5 Wickets |   |                         |

| 3. – 5. Januar Scorecard | Hamilton | New Zealand Emerging Players 176-8d (94) & 153 (60.5) | – | England XI 434-4d (107) |
|                          |          | England XI gewinnt mit einem Innings und 105 Runs     |   |                         |

| 7. – 9. Januar Scorecard | Napier | New Zealand U-Bix XI 245 (91.2) & 260 (117) | – | England XI 353 (98.4) & 38-3 (15) |
|                          |        | Remis                                       |   |                                   |

| 13. – 15. Juni Scorecard | Nelson | New Zealand XI 207-7d (85.1) & 266 Wickets1_2 = 2 (66) | – | England XI 159-3d (35) & 316-8 (72.4) |
|                          |        | England XI gewinnt mit 2 Wickets                       |   |                                       |

| 24. – 26. Januar Scorecard | New Plymouth | Auckland 189-7d (84) | – | England XI 246-2 (44) |
|                            |              | Remis                |   |                       |

## One-Day Internationals

### Erstes ODI in Auckland
| 11. Januar Scorecard | Auckland | Neuseeland 178-7 (50)         | – | England 179-3 (33.5) |
|                      |          | England gewinnt mit 7 Wickets |   |                      |

### Zweites ODI in Dunedin
| 12. Februar Scorecard | Dunedin (CS) | Neuseeland 187-7 (50)         | – | England 188-7 (49.1) |
|                       |              | England gewinnt mit 3 Wickets |   |                      |

### Drittes ODI in Christchurch
| 15. Februar Scorecard | Christchurch (LP) | England 255-7 (40/40)       | – | Neuseeland 184-8 (40/40) |
|                       |                   | England gewinnt mit 71 Runs |   |                          |

## Tests

### Erster Test in Christchurch
| 18. – 22. Januar Scorecard | Christchurch (LP) | England 580-9d (163)                         | – | Neuseeland 312 (127.4) & 264 (132.1) (f/o) |
|                            |                   | England gewinnt mit einem Innings und 4 Runs |   |                                            |

### Zweiter Test in Auckland
| 30. Januar – 3. Februar Scorecard | Auckland | England 203 (83) & 321 (98.4) | – | Neuseeland 142 (63) & 219 (79) |
|                                   |          | England gewinnt mit 168 Runs  |   |                                |

### Dritter Test in Wellington
| 6. – 10. Februar Scorecard | Wellington (BR) | England 305 (118.1) & 359-7d (119.3) | – | Neuseeland 432-9d (192) & 43-3 (24) |
|                            |                 | Remis                                |   |                                     |